# Lone
Lone è una frazione del comune di Amalfi.

## Geografia fisica

### Territorio
- Classificazione sismica: zona 3 (sismicità bassa), Ordinanza PCM. 3274 del 20/03/2003.

La frazione o località di Lone dista 1,52 chilometri dal medesimo comune di Amalfi di cui essa fa parte. Il suo territorio, partendo dalla spiaggia di Duoglie, occupa le basse propaggini del monte Scorca (da Sculca Archiviato il 23 giugno 2019 in Internet Archive. toponimo di origine Longobarda) (550 s. l. m.) ed è delimitato, a settentrione ed a meridione, da cospicui salti naturali.
La frazione è costituita da un impianto urbanistico di matrice medievale, basato su tre vie principali: Via Maestra dei Villaggi, Salita Tuoro, e Salita Carammone che danno al paese una caratteristica forma triangolare, la parte alta dell'abitato è chiamata Civitella, ed era un insediamento fortificato cinto da mura e torri.
In epoca medievale c'erano terrazze coltivate a vigneto, mentre oggi abbondano i limoneti.

### Clima
La stazione meteorologica più vicina è quella di Amalfi. In base alla media trentennale di riferimento 1961-1990, la temperatura media del mese più freddo, gennaio, si attesta a +10,7 °C; quella del mese più caldo, agosto, è di +26,8 °C.
Le precipitazioni medie annue superano i 1.700 mm, distribuite mediamente in 96 giorni, e presentano un minimo estivo, un picco in autunno-inverno ed un massimo secondario in primavera.

## Origine del nome
Il primitivo toponimo del casale, dal quale deriva quello attuale, era probabilmente collegato a qualche personaggio in vista dell'aristocrazia amalfitana del IX secolo.
Da un documento del 1322 in "Codice Diplomatico Amalfitano", si evince che il toponimo Leonum, trasformazione neutra del nome proprio Leo, derivò direttamente quello di Lonum.
In alcuni documenti contabili del XVI secolo, e dalle guide del regno di Napoli, è nominato sotto il nome di Lona, per poi stabilizzarsi in Lone dopo il 1861.

## Storia
Il Casale, nato tra il IX e il X secolo, accolse nel tempo importanti residenze aristocratiche di mercanti e di patrizi. Conta il più alto numero di case medievali di un certo livello, alcune delle quali, databili al XII o al XIII secolo. Presso la costa era presente, nei primi anni del XIV secolo, una casa e turricella di guardia, eretta per difendere la zona dai corsari barbareschi. Nel 1724, lo Storico amalfitano Francesco Pansa, oltre alla molte ville de nobili Amalfitani, segnalava anche la presenza acque freschissime, provenienti dal fiume Vocito, che scorreva nell'omonimo vallone che segna il confine tra questa frazione e quella vicina di Vettica Minore.
Un'area del Casale conserva ancora l'antico toponimo di Capoderini. Quest'ultimo nasce dalla famiglia di mercanti, Derini. Il Maggior rappresentante di questa famiglia, Leone, figlio di Sergio, nell'anno 978 commerciava al Cairo, dove aveva il suo funduq nel quartiere di Babel-luk, oggi Bab al-Louq.
La vita economica e sociale del paese si sviluppava intorno all'antica parrocchiale dedicata alla Madonna di Montevergine, conosciuta anche come S. Maria di Lone, che fu costruita nel 1202 della nobile famiglia Corsaro, aveva una configurazione a due navate con due porte in facciata, e due altari sul fondo, e con una spina di quattro pilastri al centro. In un documento del 1205 compare come ecclesiae Mariae de Leonum. Nel 1718, l'interno era in stile barocco.
Nel corso del tempo furono edificate altre chiese, nel corso del IX secolo da Vitale Comite quella di San Giovanni Battista, collaboratore del prefetto Maurus, in località Civitella, e nel 1477 da Riccardo Buonocore quella di S. Sebastiano martire in località Tuoro, della prima non rimane nulla, la seconda profanata dell'altare e degli arredi nel 1643, oggi è parte di un'abitazione. Altra chiesa, sempre edificata in località Civitella era quella di S.
Pietro Apostolo, di cui oggi rimangono i ruderi. Vicino al confine con la frazione di Pastena vi era la chiesa di S. Matteo Apostolo costruita dalle famiglie d'Alagno e de Guizzone, anch'essa annessa ad un'abitazione. Nella stessa zona, vi era una chiesina dedicata a S. Michele Arcangelo, dal Catasto Onciario di Lone del 1742, quella precisa area, era chiamata "Grade di S. Angelo". Prima del 1871 sulla spiaggia di Duoglie era presente una chiesetta, in cui vi abitava un eremita, era dedicata a S. Caterina, ed era documentata già dal 1451. Nei pressi di un'antica Domus su Via Maestra dei Villaggi sono ancora visibili le vestigia, due absidi e dei muretti incassati nella roccia, di una cappella rupestre del secolo XII.
Il toponimo Tuoro appare per la prima volta in un documento del 1378, nella primitiva forma di Lo Toro.
Nel 1378, Costantino de Oliva, originario del casale di Lone si fregiava del titolo di sire ottenuto alla Corte di Napoli.
Gli antichi cognomi presenti nella località erano: i Molegnano, i del Giudice, gli Anastasio dal 1349, i Laudano, i Casanova, Carrano, Casabona, Criscuolo, Gambardella, Ina, Palladino, Pinto, Rispoli, Vozzo, e Vuolo.
Un cavese residente a Lone, Vuyusulo de Vulcina, viene citato in un documento del 21 settembre 1385 in cui viene indicato come produttore di aczarium, cioè di acciaio.
Nel 1593 il casale compare per la prima volta in un documento dell'Archivio Storico di Napoli, in cui i lonesi chiedevano il prolungamento dell'esazione di una tassa, in quanto, gli abitanti erano in condizioni miserabili.
I Lonesi e gli abitanti della vicina Pastena appresero la lavorazione e la tessitura della lana alla maniera di Firenze e Siena. Il loro commercio produsse ricchezza, cosicché, nel 1654, i mercanti di Lone insieme a quelli di Amalfi, Pastena e Pogerola, eressero un Monte laicale dell'arte della lana, destinato soprattutto ad assicurare la dote alle figlie degli addetti.
In un documento del 13 dicembre 1738 il villaggio, definito anche con nome di Terra, aveva un proprio Parlamentino, ed il primo eletto era indicato con il titolo di Sindaco; e fino al 1838 faceva parte delle Comuni del Circondario Capo-Luogo di Amalfi.
La più antica Confraternita del villaggio documentata era attiva nel 1494, ed era dedicata a Santa Maria Maddalena ed aveva una cappella con altare incorporata nella vecchia Parrocchiale, nel 1646 era ancora attiva. Nella visita Pastorale dell'Arcivescovo Michele Bologna, svoltasi nel 1718, si notivicava che i suoi beni venissero uniti alla vicina parrocchia. Al suo interno, oltre all'altare principale vi era un secondo altare senza titolo, però non sono indicati "bancalia magna pro sedendo". Una seconda Confraternita nel 1898 era presente sempre nella parrocchiale sotto il titolo della Natività di Maria Santissima già attiva nel 1827.
Lo storico Camera, nella sua opera, ricorda che nel 1719 nella parrocchiale fu posta una lapide da Filippo Anastasio, Arcivescovo di Sorrento e Patriarca di Antiochia che così recitava: Joseph V. J. D. paenit Vicarius curatus, Andreas Canonicus, Mathaeus fratres Anastasio genere illustriss. Philip. Archiep. Surrentini affi nitate conspicui [...] familiae insignes religione pietate in posteros suos lapidem recogitarunt. Anno Dom. MDCCXIX.
Nel corso dei secoli XVII e XVIII, i monaci del vicino cenobio di Cospidi, "andavano amministrando i Sacramenti in aiuto de' Parochi de Casali d'Amalfi (Vettica Minore, Lona, Pastena)", ma anche quelli della vicina Università di Conca e del Comune di Agerola.
Nel XIX secolo, la zona alta della località fu travolta da una frana. Il 28 agosto 1894, in seguito a problemi strutturali e geologici l'antica chiesa parrocchiale fu demolita, oggi rimane solo il campanile. Più a monte venne costruita la chiesa della Natività di Maria Santissima, al suo interno vi sono le cappelle delle famiglie Anastasio o del Crocifisso, De Riso prima di San Francesco d'Assisi ed ora di Sant'Antonio di Padova, Lucibello o del Rosario e Cavaliere anche detta dell'Addolorata. Sull'altare maggiore si conserva ancora la tavola lignea della vecchia chiesa, raffigurante la Madonna del latte. L'opera risalente al secolo XIV, in origine era il pannello centrale di un trittico completato dai santi Andrea apostolo e Giovanni Battista e da una cimasa con l'Eterno Padre. Opere recuperate dalla vecchia sono: un piatto elemosiniere in bronzo del secolo XV, Una tela di Santa Lucia, opera dell'Artista Solimenesco Paolo de Maio, ed una tela del Crocifisso e San Nicola di Bari, in cui si riconosce lo stemma della Famiglia De Riso di Lettere. 
Il terremoto del 1980 non provocò danni, ma le scosse furono comunque percepite.

## Società

### Religione
La maggioranza della popolazione è di religione cristiana di rito cattolico appartenenti all'arcidiocesi di Amalfi-Cava de' Tirreni.
Dai documenti conservati nell'archivio parrocchiale si è potuta ricostruire la cronotassi dei parroci a partire dal 1505.